# Voetbalkampioenschap van Mulde 1928/29
In 1928/29 werd het zesde voetbalkampioenschap van Mulde gespeeld, dat georganiseerd werd door de Midden-Duitse voetbalbond. 
VfB Preußen Greppin werd kampioen en plaatste zich voor de Midden-Duitse eindronde. De club verloor meteen van Hallescher FC Wacker. 

## Gauliga
| Plaats | Club                            | Wed. | W  | G | V  | Saldo | Ptn.  |
| ------ | ------------------------------- | ---- | -- | - | -- | ----- | ----- |
| 1.     | VfB Preußen Greppin 1911        | 18   | 14 | 4 | 0  | 64:23 | 32:4  |
| 2.     | VfL 1911 Bitterfeld             | 18   | 14 | 0 | 4  | 71:16 | 28:8  |
| 3.     | VfB Zscherndorf                 | 18   | 10 | 2 | 6  | 47:29 | 22:14 |
| 4.     | VfL 1915 Wolfen                 | 18   | 9  | 2 | 7  | 55:42 | 20:16 |
| 5.     | SpVgg 1907 Wittenberg           | 18   | 8  | 4 | 6  | 44:43 | 20:16 |
| 6.     | BC Union 1911 Sandersdorf       | 18   | 8  | 0 | 10 | 28:52 | 16:20 |
| 7.     | VfR Piesteritz                  | 18   | 7  | 1 | 10 | 35:43 | 15:21 |
| 8.     | Holzweißiger SV                 | 18   | 6  | 2 | 10 | 46:51 | 14:22 |
| 9.     | TV Friesen 1908 Bitterfeld      | 18   | 3  | 1 | 14 | 23:81 | 7:29  |
| 10.    | SV Griesheim-Elekron Bitterfeld | 18   | 1  | 4 | 13 | 24:57 | 6:30  |

|  | Kampioen, geplaatst voor Midden-Duitse eindronde |
|  | Degradatie                                       |